# Hyles malgassica
Hyles malgassica là một loài bướm đêm thuộc họ Sphingidae. Nó được tìm thấy ở Madagascar.